# Alfred Duma
Alfred Duma es un municipio local sudafricano situado en el distrito de Uthukela, en la provincia de KwaZulu-Natal.

## Superficie
Alfred Duma tiene una superficie de 3764 km².

## Demografía
En 2022, tenía 415 036 habitantes, una densidad poblacional de 110,3 hab./km², y 94 685 viviendas.